# Laurie San Martin
Laurie San Martin ist eine US-amerikanische Komponistin, Musikpädagogin, Dirigentin und Klarinettistin.
San Martin studierte Musiktheorie und Komposition an der Brandeis University. Sie unterrichtete an der Clark University und ist Professorin für Musik an der University of California, Davis. 2016 wurde sie Fellow der John Simon Guggenheim Memorial Foundation. Als composition fellow arbeitete sie unter anderem für die MacDowell Colony, die Montalvo Artist Residency, das Atlantic Center for the Arts, das Norfolk Contemporary Chamber Music Festival und die Composers Conference am Wellesley College. Neben Kammermusik und Orchesterwerken komponierte sie auch Schauspiel- und Ballettmusiken und schrieb Werke für  Solisten wie die Geigerinnen Hrafnhildur Atladottir und Gabriela Díaz, die Perkussionisten Chris Froh und Mayumi Hama, die Sängerin Haleh Abghari, die Gayageumspielerin Yi Ji-Young und den Cellisten David Russell. In Zusammenarbeit mit der Sängerin Haleh Abghari und der bildenden Künstlerin Dana Harel entstand die entstand die Kammeroper Conference of the Birds nach der Dichtung von Fariduddin Attar. Weiterhin arbeitete sie mit Ensembles wie den San Francisco Contemporary Music Players, dem Left Coast Chamber Ensemble, dem Lydian Quartet, dem Magnetic South Ensemble und den Washington Square Contemporary Chamber Players zusammen. Für ihre Werke erhielt sie u. a. Preise der League of Composers, der American Academy of Arts and Letters, der ASCAP Morton Gould Young Composer und den Margaret Blackwell Memorial Prize in Composition.